# Schadenfreude
Beseda Schadenfreude izvira iz nemškega jezika in predstavlja pozitivno čustvo (užitek, veselje, zadovoljstvo, zadoščenje, naslado), ki se pojavi kot odziv na nesrečo drugih. Šlo naj bi za kompleksno čustvo, sestavljeno iz veselja in posmeha, kar nakazuje tudi eden od angleških prevodov – malicious joy. Vendar za razliko od posmeha s Schadenfreude tarčni osebi ne želimo škodovati; čustvo naj bi bilo bolj povezano s smislom za humor. V slovenščino se beseda prevaja kot škodoželjnost, kar ni povsem eksaktno. Slovar slovenskega knjižnega jezika škodoželjnega človeka definira kot »[takega,] ki drugemu želi, privošči škodo, nesrečo«, Schadenfreude pa se načeloma pojavi šele kot spontan odziv, ne kot vnaprejšnja želja.

## Veselje ali schadenfreude?
Na podlagi Heiderjeve teorije ravnotežja je bilo pokazano, da je človekov čustveni odziv na to, kar se zgodi ostalim, odvisen od odnosa do njih: dober odnos vodi v veselje po uspehu ter žalost po neuspehu, slab odnos pa v zavist po uspehu ter schadenfreude po neuspehu. Na človekov čustveni odziv sovpliva tudi njegova presoja, ali si je tarčna oseba izid zaslužila ali ne, vendar v precej manjši meri.
Avtorji ene od raziskav so preučevali, ali se obrazni izrazi ob doživljanju schadenfreude razlikujejo od obraznih izrazov ob doživljanju veselja. Schadenfreude je bilo izzvano s prikazom neuspešnega streljanja enajstmetrovk tujih (nizozemskih) nogometašev, veselje pa s prikazom uspešnega streljanja domačih (nemških) nogometašev. Udeležencem je bila med ogledom videoposnetka elektromiografično merjena aktivnost štirih obraznih mišic. Rezultati so pokazali, da se obrazni izrazi med seboj sicer niso razlikovali, vendar pa so bile mišične reakcije v primeru doživljanja schadenfreude izrazitejše in hitrejše, kar kaže na to, da je neuspeh tujega moštva zbujal več zadovoljstva kot uspeh domačega, četudi so udeleženci poročali nasprotno. Tovrstna odstopanja med eksplicitno (subjektivna ocena) in implicitno meritvijo (EMG) se pogosto pojavljajo, ko je dotično čustvo v družbi nezaželeno in zato potlačeno. Hareli in Parkinson (2008) domnevata celo, da je izraz schadenfreude zgolj konstrukt, s katerim družba opisuje nemoralen vir zadovoljstva, pravo doživljano čustvo pa je pravzaprav veselje. Razlog za intenzivnejši odziv pa bi lahko bil tudi ta, da je bil neuspeh Nizozemcev hkrati doživljan še kot smešen, presenetljiv oziroma kot olajšanje.
Smeha ne izzoveta zgolj čisto veselje in sreča, kot je sprva domneval Darwin, temveč široka paleta čustev. Ljudje smo med različnimi vrstami smeha zmožni tudi razlikovati, vendar v različnih merah. Veselje je bilo v eni od raziskav s 44 % tako bolje in hitreje prepoznano od schadenfreude (37 %), ki je bilo pogosto zamešano tako z veseljem kot posmehom. Vesel smeh je bil identificiran kot nevzburjen, nedominanten, pozitiven in dobronameren do poslušalca, smeh od schadenfreude pa kot vzburjen, dominanten (a ne toliko kot posmehljiv smeh), pozitiven in nevtralen do poslušalca (ne zlonameren kot posmehljiv smeh). Schadenfreude torej v več pogledih leži med veseljem in posmehom.